# Der satirische Jahresrückblick im ZDF
Der satirische Jahresrückblick ist eine 30-minütige Fernsehsendung, die das ZDF jedes Jahr in etwa zur Mitte des Monats Dezember ausstrahlt. Die erste Ausgabe lief im Jahr 2004, damals noch unter dem Titel Das tolle Jahr. Die wichtigsten politischen und gesellschaftlichen Themen des zurückliegenden Jahres werden gezeigt und satirisch kommentiert.

## Autoren
Autoren des satirischen Jahresrückblicks sind Werner Martin Doyé und Andreas Wiemers.
Werner Doyé und Andreas Wiemers sind die Erfinder und Macher der Satire-Rubrik „Toll!“. Sie wird immer zum Schluss des wöchentlichen Politmagazins Frontal im ZDF gesendet.  Doyé und Wiemers liefern auch satirische Beiträge für andere ZDF-Sendungen. Zum Beispiel die „WM-Rubrik, die wo noch keinen Namen hat“ während der Berichterstattung zur Fußball-Weltmeisterschaft 2006 und „Turins tönende Wochenschau“ während der Olympischen Winterspiele 2006 in ZDF Sport extra, oder auch für das Kulturmagazin aspekte.
Mit dem Jahresrückblick waren Doyé und Wiemers 2009 und 2017 für den Adolf-Grimme-Preis nominiert. Insgesamt haben sie für ihre Formate bisher 6 Nominierungen bei diesem Preis erhalten.

## Einschaltquoten
Die am 17. Dezember 2021 um 23:06 Uhr ausgestrahlte Ausgabe von „Der satirische Jahresrückblick“ erreichte eine Einschaltquote von 18,0 Prozent, das waren 3,58 Millionen Zuschauer.